# 夏爾市長
在托爾金（J. R. R. Tolkien）的奇幻小說裡，夏爾市長（Mayor of the Shire）是魔戒聖戰時期夏爾唯一經選舉的政府職務。市長居住在米丘窟（Michel Delving），那是夏爾最大的城鎮及首府。
夏爾市長是七年一任，主要職務是郵政的管理者、警長及主持慶典。

## 歷史
威爾·小腳曾於夏墾1419年（即魔戒聖戰期間）擔任過夏爾市長，但由於他於戰爭時期被囚禁過致使其身體虛弱，而讓佛羅多成他的副手，協助其處理政務，直到威爾於1427年的年中之日退休，山姆衛斯·詹吉當選市長。之後一直到1476年，山姆總共連任了7次市長。